# José-Filipe Lima
José-Filipe Lima, né le 26 novembre 1981 à Versailles, est un joueur professionnel de golf portugais. Athlète olympique à Rio en 2016, il termine à la 48e place du tournoi olympique.
Vainqueur en Net en 2020 du plus grand ProAm d Europe de la Cote d Opale en France, avec notamment dans son equipe Patrick Pech, Pascal Pech deux frères, fidèles caddies de Filipe.
Vainqueur de la finale du circuit WinTour en Novembre 2022 sur le parcours de Cabries (13) avec son caddy Pascal Pech
José Filipe Lima a marqué ses premiers points sur le Tour Européen au début des années 2000. A ce jour il a marqué ses derniers points lors de l'Open du Kenya en mars 2021 avec à ses côtés son meilleur Caddy Patrick Pech.

## Carrière
En 2004 José-Filipe Lima se révèle sur le Challenge Tour en remportant l'Open de Saint-Omer.
Au début de la saison 2016, Lima termine huitième du Trophée Hassan II. Jeune père, il gagne pour la deuxième fois le tournoi de Saint-Omer avec un score final de neuf coups sous le par, douze ans après son premier succès. Après des résultats médiocres à l'été, il participe au tournoi olympique sous les couleurs du Portugal. Deuxième sur le tournoi de Ras Al Khaimah, il obtient sa carte sur le circuit européen pour la saison 2017. Il conclut son année en jouant la Coupe du monde de golf 2016 (en).
En 2018, à l'Open d'Italie, Lima rend deux cartes de 69 dans les premiers tours pour être dans la course à la victoire. Il termine finalement le tournoi à la douzième place

## Résultats en tournois majeurs
| Tournoi               | 2005 | 2006 | 2007 | 2008 |
| --------------------- | ---- | ---- | ---- | ---- |
| Masters               |      |      |      |      |
| Open américain        | CUT  |      |      |      |
| Open britannique      |      |      | CUT  | T70  |
| Championnat de la PGA |      |      |      |      |